# La Promenade (Renoir)
Pour l’article homonyme, voir La Promenade.
 La Promenade est une peinture du début de l'impressionnisme que l'artiste français Pierre-Auguste Renoir fit en 1870. Cette huile sur toile représente un jeune couple qui se promène dans un sentier d'une région boisée. Sous l'influence de la renaissance du rococo (en) pendant le Second Empire, La Promenade de Renoir reflète le style et les thèmes anciens d'artistes du XVIIIe siècle comme Jean-Honoré Fragonard et Antoine Watteau. L'œuvre montre aussi l'influence de Claude Monet sur la nouvelle approche de la peinture chez Renoir.

## Contexte

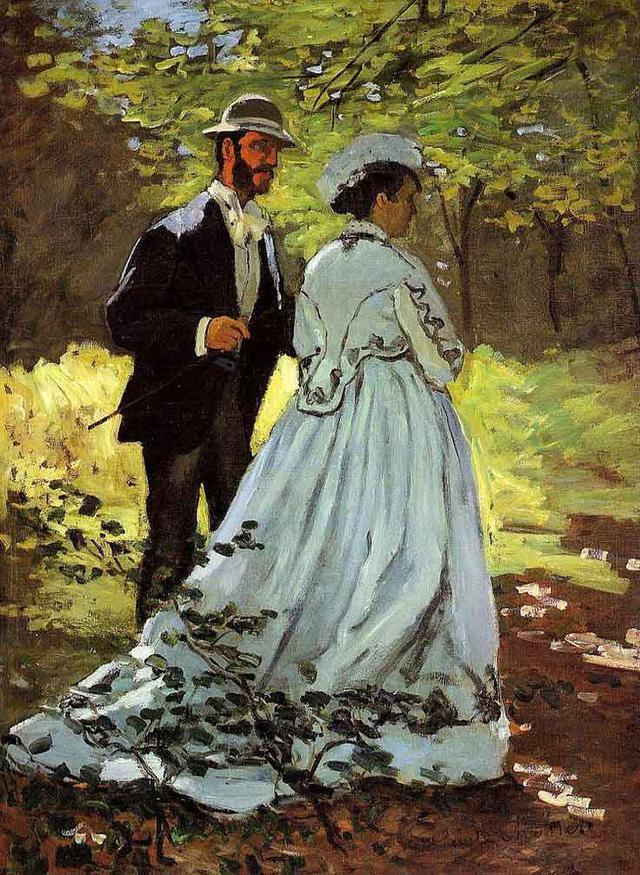
Les Promeneurs, ou Bazille et Camille de Monet.

La forêt était un paysage prisé par les artistes français du XIXe siècle, et notamment la forêt de Fontainebleau. Avant Renoir, Claude Monet (1840–1926) avait peint un couple en forêt, Les Promeneurs, ou Bazille et Camille en 1865. En 1869, Renoir et Monet peignirent ensemble à La Grenouillère. En 1870, Renoir vécut à Louveciennes avec sa mère. Tout au long de la décennie, le style rococo du XVIIIe siècle revenait à la mode, et Renoir l'adopta,. La France déclara la guerre à l'Allemagne le 19 juillet 1870. Renoir fut conscrit et servit quatre mois dans la cavalerie sans jamais avoir à combattre.

## Description
Un jeune homme, peut-être un canotier, étant donné son chapeau distinctif, tend la main à une jeune femme sur un sentier bordé d'arbustes, peut-être sur les rives de la Seine, scène qui suggère une rencontre intime prochaine. L'image d'amoureux marchant dans un bois repose sur un thème courant du rococo. L'identification des modèles varie. On croit en général que le modèle qui  servit à peindre la promeneuse fut Lise Tréhot, modèle favori de Renoir et sa compagne durant sa première période de salons. Par le passé, on croyait que l'homme de la peinture était le paysagiste Alfred Sisley (1839–1899), et la femme, Rapha, compagne du musicien Edmond Maître (1840–1898),.

## Analyse critique
Selon un commentaire rédigé par Henri Loyrette pour l'exposition Origins of Impressionism (1994–1995), « La Promenade  réussit au moins à faire ce que Renoir avait cherché en vain à faire depuis si longtemps : l'intégration du personnage dans un paysage ». Loyrette note l'influence de Monet dans cette peinture, et le changement de style qui sépare cette dernière des Fiancés (1868). L'influence impressionniste sur Renoir, écrit Perrin Stein, amène le peintre à une utilisation croissante des tons clairs. Selon John House, la « légèreté et délicatesse du toucher » dans cette toile de Renoir rappelle l'artiste rococo Jean-Honoré Fragonard (1732–1806). Les critiques voient aussi l'influence de Jean-Antoine Watteau (1684–1721) dans cette œuvre, notamment par la représentation d'intimes dans les bois, motif popularisé dans les scènes de fête galante de Watteau.

## Autres œuvres

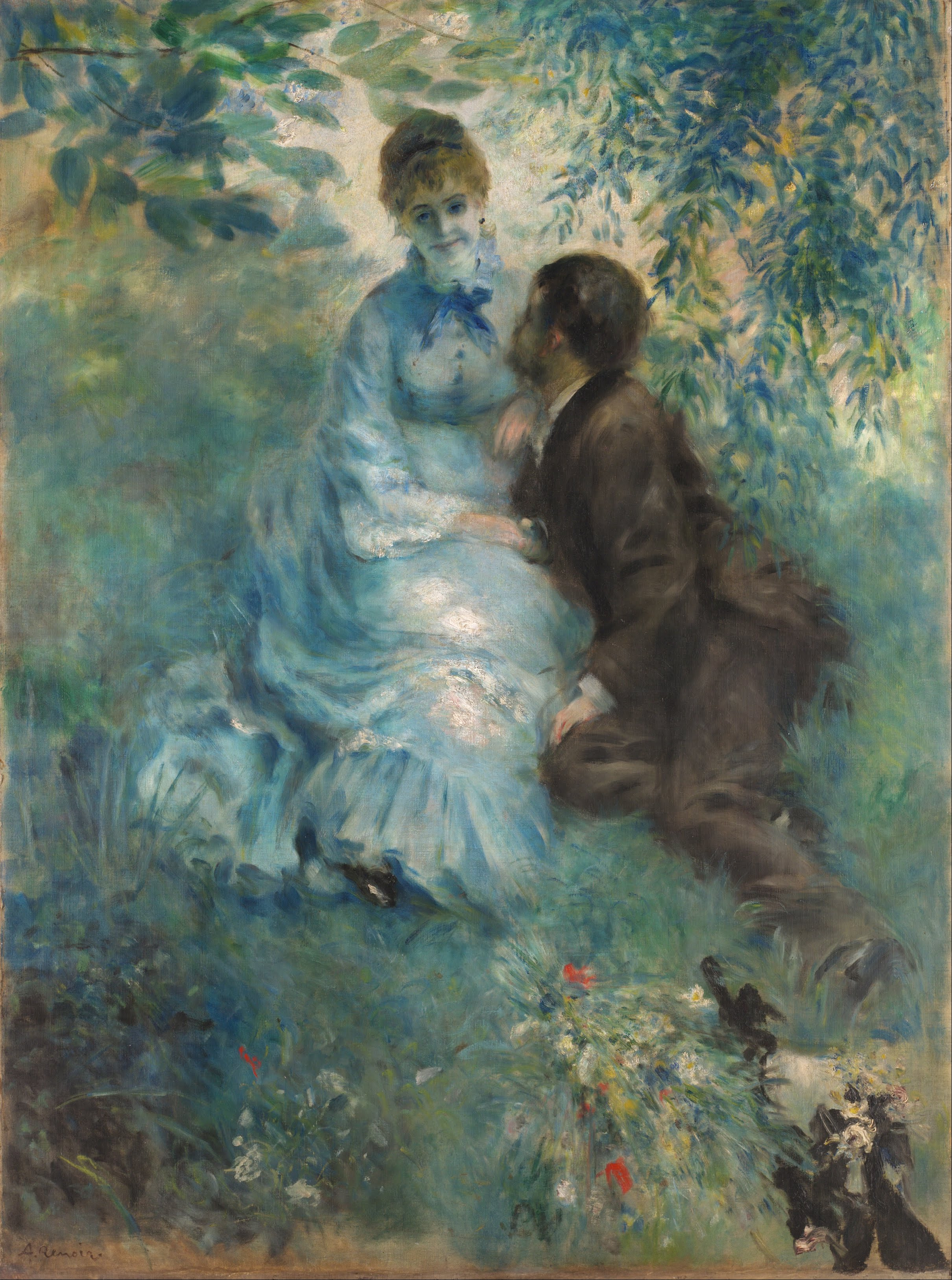
Les Amoureux (1875)

Renoir explora des thèmes rococo non seulement dans La Promenade, mais aussi dans plusieurs œuvres postérieures, dont Les Amoureux (1875) et Confidences (1878).